# Supplément familial de traitement
Le supplément familial de traitement (de solde pour les militaires) est un complément de traitement versé aux agents publics français en raison de leurs charges de famille.
Il s'additionne aux allocations familiales.

## Historique
Le supplément familial de traitement a été mis en place par le régime de Vichy dans la loi du 14 septembre 1941 (Article 97). Abrogé par l’ordonnance du 9 août 1944 relative au rétablissement de la légalité républicaine sur le territoire continental, cet article a été rétabli par l’ordonnance du 6 janvier 1945 concernant les traitements des fonctionnaires de l’État. Le supplément familial de traitement est toujours en place.

## Bénéficiaires
Le supplément familial de traitement est versé aux magistrats, militaires, fonctionnaires civils de la fonction publique d'État, de la fonction publique territoriale et de la fonction publique hospitalière, ainsi qu'aux agents contractuels de droit public, à l'exclusion des vacataires, et vient en complément des allocations familiales.

## Mode de calcul
Le supplément familial de traitement est actuellement régi par le décret no 99-491 du 10 juin 1999. Il est versé un seul supplément familial de traitement par famille. Il est donc demandé aux couples de fonctionnaires de déterminer lequel en sera bénéficiaire.
Pour un enfant, ce montant est fixe : 2,29 € par mois.
À partir de deux enfants le supplément familial de traitement comprend :
- une part fixe ;
- une part variable basée sur le traitement.

Le taux de chacun de ces éléments est fonction du nombre des enfants à charge. Nul pour le premier enfant, il est très significatif pour le troisième enfant (8 %) et est linéaire à partir du quatrième enfant (6 % par enfant).
Il y a un plancher et un plafond dans le calcul de la part variable. Les exactes règles de calcul du SFT sont fixées par les articles 10 à 12 du décret du 24 octobre 1985.

## Montant actuel
Depuis le 1er octobre 2009, le supplément familial de traitement s'établit à :
- Un enfant à charge : Fixe mensuel : 2,29 € / Proportionnel : 0 %
- Deux enfants à charge : Fixe mensuel : 10,67 € / Proportionnel : 3 %
- Trois enfants à charge : Fixe mensuel : 15,24 € / Proportionnel : 8 %
- Par enfant à charge au-delà du troisième : Fixe mensuel : 15,24 € / Proportionnel : 8 % pour l'ensemble des trois premiers enfants et 6 % pour chaque enfant suivant (14 % pour quatre enfants, 20 % pour cinq enfants …)

La part proportionnelle ne peut être inférieure à celle afférent à l'indice majoré 449 ni supérieure à celle afférent à l'indice majoré 717.